# Mariano José de Larra
Mariano José de Larra y Sánchez De Castro (Savio) (Madrid, 24 marzo 1809 – Madrid, 13 febbraio 1837) è stato uno scrittore e giornalista spagnolo.
Con José de Espronceda, Gustavo Adolfo Bécquer e Rosalía de Castro, tra i massimi esponenti del romanticismo spagnolo.
Giornalista  costumbrista, pubblicò, nell'arco di otto anni sino alla sua tragica scomparsa, più di duecento articoli di satira, dei quali il più noto è "Castellano viejo": a fondamento, con uno stile arguto e tagliente, della nuova saggistica iberica (vasta sarà la sua fortuna letteraria anche in Portogallo).
Scrisse sotto vari pseudonimi, tra cui Figaro, Duende, Bachiller. Larra rappresentò "il romanticismo democratico in azione" (Iris M. Zavala). Lontano dal godere di effusioni sentimentali, Figaro pose la Spagna al centro della sua opera critica e satirica. La sua opera deve essere interpretata alla luce del contesto delle Cortes, nate subito dopo il Decennio vergognoso (1823-33) e la prima guerra carlista (1833-40).

## Biografia
Mariano José de Larra nacque il 24 marzo del 1809 a Madrid, in Calle de Segovia, dove si trovava in passato la Casa de la Moneda, nella quale aveva lavorato suo nonno. I suoi genitori erano Mariano de Larra y Langelot e la sua seconda moglie Maria de los Dolores Sanchez de Castro. 
Il padre, medico, si era distinto occupando il posto di medico militare per l'esercito bonapartiano durante la guerra d'indipendenza spagnola per cui nel 1813, quando il piccolo Mariano aveva quattro anni, la sua famiglia dovette lasciare il Paese seguendo il re Giuseppe Bonaparte nell'esilio, prima a Bordeaux e poi a Parigi.
Grazie all'amnistia promossa da Ferdinando VII, la famiglia poté ritornare in patria nel 1818 e si ristabilì a Madrid, dove il padre divenne medico personale dell'infante don Francisco de Paula, uno dei fratelli di re Ferdinando. Larra proseguì a Madrid gli studi cominciati in Francia, e seguì suo padre nelle destinazioni che il suo lavoro gli procurava in tutta la Spagna.
Nel 1824 si trasferì a Valladolid per studiare all'università. L'anno successivo però ritornò nella capitale. Qui proseguì i suoi studi e nel 1827 entrò nei Volontari Realisti, corpo paramilitare formato da assolutisti convinti. Cominciò a scrivere poesie, soprattutto odi e satire, ma fu il giornalismo satirico a dargli fama. Nel 1828 pubblicò una rivista mensile di saggi chiamata El duende satírico del día, dedicato alla critica della società del tempo. Larra si firmava allora con lo pseudonimo di Duende. Egli non era un oppositore dell'assolutismo bensì un giornalista che criticava la società attraverso la satira.

Faceva parte del “Parnesillo”, gruppo di giovani che si riunivano in un caffè di Madrid per discutere ed esprimere le loro opinioni. 

Nel dicembre 1828, dopo aver criticato un'altra rivista e aver avuto una discussione col direttore della stessa, El duende dovette chiudere. Tuttavia, Larra era ormai considerato un rinomato e acuto osservatore della realtà sociale e politica.
Nel 1829 si sposò con Josefa Wetoret Velasco, ma il matrimonio fallì finendo con la separazione pochi anni dopo, diventando una delle cause che lo condussero da lì a poco al suicidio. Ciò nonostante, la coppia ebbe tre figli: Luis Mariano, futuro scrittore di zarzuelas, Adela, futura amante di Amedeo I di Savoia e Baldomera, futura sposa del medico reale, Don Carlos de Montemar.
Nel 1830, Larra tradusse opere teatrali francesi per l'impresario Grimaldi e contemporaneamente cominciò a scriverne di sue, mettendo in scena la prima l'anno seguente. Lo stesso anno conobbe Dolores Armijo, con cui intraprese una relazione difficile mentre entrambi erano sposati.
Nel 1832 ricominciò a scrivere articoli di critica sociale in diverse riviste, come El pobrecito hablador e La revista española, quest'ultima di ispirazione liberale. La critica letteraria e politica era inserita in una cornice costumbrista, oltre ad attacchi ai carlisti che erano passati dall'assolutismo al liberalismo.
Nel 1834 pubblicò il romanzo storico El doncel de Don Enriqe el Doliente, il cui protagonista è lo stesso del dramma storico Macías, censurato l'anno prima. Entrambe trattano della vita del poeta medievale Macías e dei suoi amori adulterini, tema vicino all'autore.
Nell'estate del 1834, Dolores se ne va da Madrid, abbandonandolo, mentre egli si sta separando dalla moglie.
Nel 1835 Larra si recò a Lisbona, Londra, Bruxelles e Parigi. Restò qui alcuni mesi e conobbe Victor Hugo e Alexandre Dumas. Quell'anno era stata pubblicata a Madrid una raccolta dei suoi articoli sotto lo pseudonimo di Figaro.
Tornato a Madrid, si mise a collaborare col giornale El español e a concentrarsi sulle questioni politiche, fino a candidarsi a favore dei moderati e a essere eletto deputato ad Avila nel 1836. Tuttavia, i moti di La Granja gli impedirono di esercitare da politico.
L'abbattimento per la situazione politica e sociale spagnola si sommarono al dolore per la separazione definitiva da Dolores Armijo e si riflessero nei suoi articoli.
Nella notte del 13 febbraio 1837 Dolores Armijo e sua cognata andarono a visitarlo; la donna informò Larra che la loro relazione era definitivamente terminata. Quando le due se ne furono andate, egli si suicidò sparandosi alla tempia destra, a soli ventisette anni.
Al suo funerale parteciparono moltissime persone; José Zorrilla lesse un'elegia dedicata al giornalista, facendosi conoscere come poeta.
Il luogo della sua sepoltura è cambiata nel corso degli anni; ora si trova presso il Panteon degli Uomini Illustri dell'Associazione degli Scrittori e Artisti Spagnoli.
Nel 1908, alcuni rappresentanti della generazione del 98, Azorín, Unamuno e Baroja, portarono una corona di fiori sulla sua tomba, omaggio che rappresentava la riscoperta e l'identificazione del gruppo con il pensiero di Larra e con la sua preoccupazione per la Spagna.

Bibliografia:
Articoli Scelti - con Introduzione e Note di A. Gasparetti. Edizioni Paoline (collana 'Maestri').